# Eleccions a l'Assemblea de Madrid de 1999
Les eleccions a l'Assemblea de Madrid de 1995 van tindre lloc el 13 de juny de dit any. Es van elegir 102 diputats.

## Resultats
Vots i escons per candidatura.
| Llista                                               | Vots      | %                     | Escons                |
| ---------------------------------------------------- | --------- | --------------------- | --------------------- |
| Partit Popular (PP)                                  | 1.324.596 | 51,07                 | 55                    |
| Coalició PSOE-Progressistes (PSOE-p)                 | 944.819   | 36,43                 | 39                    |
| Esquerra Unida de la Comunitat de Madrid (IUCM)      | 199.488   | 7,69                  | 8                     |
| Els Verds (LV)                                       | 17.793    | 0,69                  | 0                     |
| Els Verds-Grup Verd (LV-GV)                          | 15.597    | 0,60                  | 0                     |
| Unió Centrista-Centre Democràtic i Social (UC-CDS)   | 8.379     | 0,32                  | 0                     |
| La Falange (FE)                                      | 3.810     | 0,15                  | 0                     |
| Partit Comunista dels Pobles d'Espanya (PCPE)        | 3.109     | 0,12                  | 0                     |
| Partido Demócrata Español (PADE)                     | 2.686     | 0,10                  | 0                     |
| Unió Comunitat de Madrid                             | 2.532     | 0,10                  | 0                     |
| Partit Humanista (PH)                                | 2.492     | 0,10                  | 0                     |
| Falange Espanyola Independent (FEI)                  | 2.349     | 0,09                  | 0                     |
| Partit Regional Independent Madrileny (PRIM)         | 2.042     | 0,08                  | 0                     |
| Partit Unitat Ciutadana                              | 1.778     | 0,07                  | 0                     |
| Terra Comunera-Partit Nacionalista Castellà (TC-PNC) | 1.553     | 0,06                  | 0                     |
| Partit Roji-Verde (PRV)                              | 1.432     | 0,06                  | 0                     |
| Partit d'El Bierzo (PB)                              | 1.415     | 0,06                  | 0                     |
| Partit de la Llei Natural (PLN)                      | 1.393     | 0,05                  | 0                     |
| Progresistas Federales (PF)                          | 988       | 0,04                  | 0                     |
| Unitat Regional Independent (URI)                    | 903       | 0,04                  | 0                     |
| Vots en blanc                                        | 54.341    | 2,10                  | n/a                   |
| Vots vàlids                                          | 2.593.495 | 100,00                | 102                   |
| Vots nuls                                            | 12.830    | Participació: 60,88 % | Participació: 60,88 % |
| Votants                                              | 2.606.325 | Participació: 60,88 % | Participació: 60,88 % |
| Electors                                             | 4.281.075 | Participació: 60,88 % | Participació: 60,88 % |

## Diputats escollits
Relació de diputats proclamats electes.
| #   | Name                                        | List | List               |
| --- | ------------------------------------------- | ---- | ------------------ |
| 1   | Alberto Ruiz-Gallardón Jiménez              |      | PP                 |
| 2   | María Cristina Almeida Castro               |      | PSOE-Progressistes |
| 3   | Pío García-Escudero Márquez                 |      | PP                 |
| 4   | Jaime Lissavetzky Díez                      |      | PSOE-Progressistes |
| 5   | Rosa María Posada Chapado                   |      | PP                 |
| 6   | Antonio Germán Beteta Barreda               |      | PP                 |
| 7   | Francisco Cabaco López                      |      | PSOE-Progressistes |
| 8   | Luis Eduardo Cortés Muñoz                   |      | PP                 |
| 9   | Helena Almazán Vicario                      |      | PSOE-Progressistes |
| 10  | Carlos María Mayor Oreja                    |      | PP                 |
| 11  | Ángel Pérez Martínez                        |      | IU-CM              |
| 12  | Jesús Pedroche Nieto                        |      | PP                 |
| 13  | Pedro Feliciano Sabando Suárez              |      | PSOE-Progressistes |
| 14  | María del Pilar Martínez López              |      | PP                 |
| 15  | Carmen Martínez Ten                         |      | PSOE-Progressistes |
| 16  | Silvia Enseñat de Carlos                    |      | PP                 |
| 17  | Pedro Díez Olazábal                         |      | PSOE-Progressistes |
| 18  | Manuel Cobo Vega                            |      | PP                 |
| 19  | Juan Van-Halen Acedo                        |      | PP                 |
| 20  | Jorge Gómez Moreno                          |      | PSOE-Progressistes |
| 21  | Julio César Sánchez Fierro                  |      | PP                 |
| 22  | Pilar García Peña                           |      | PSOE-Progressistes |
| 23  | María del Carmen Álvarez Arenas Cisneros    |      | PP                 |
| 24  | José Guillermo Marín Calvo (Fernando Marín) |      | IU-CM              |
| 25  | Paloma García Romero                        |      | PP                 |
| 26  | Enrique Echegoyen Vera                      |      | PSOE-Progressistes |
| 27  | Luis Manuel Partida Brunete                 |      | PP                 |
| 28  | Marcos Sanz Agüero                          |      | PSOE-Progressistes |
| 29  | Pedro Luis Calvo Poch                       |      | PP                 |
| 30  | Eduardo Tamayo Barrena                      |      | PSOE-Progressistes |
| 31  | María Cristina Cifuentes Cuencas            |      | PP                 |
| 32  | José Ignacio Echevarría Echániz             |      | PP                 |
| 33  | Ana Arroyo Veneroso                         |      | PSOE-Progressistes |
| 34  | José López López                            |      | PP                 |
| 35  | Francisca Oller Sánchez                     |      | PSOE-Progressistes |
| 36  | Julio Setién Martínez                       |      | IU-CM              |
| 37  | José Martín Crespo Díaz                     |      | PP                 |
| 38  | Francisco Javier Rodríguez Rodríguez        |      | PP                 |
| 39  | Julián Revenga Sánchez                      |      | PSOE-Progressistes |
| 40  | Luis Peral Guerra                           |      | PP                 |
| 41  | Adolfo Piñedo Simal                         |      | PSOE-Progressistes |
| 42  | Jesús Fermosel Díaz                         |      | PP                 |
| 43  | Elena Vázquez Menéndez                      |      | PSOE-Progressistes |
| 44  | María Paloma Adrados Gautier                |      | PP                 |
| 45  | Carlos López Collado                        |      | PP                 |
| 46  | Alicia Acebes Carabaño                      |      | PSOE-Progressistes |
| 47  | José María Federico Corral                  |      | PP                 |
| 48  | María Luisa Sánchez Peral                   |      | IU-CM              |
| 49  | Antonio Chazarra Montiel                    |      | PSOE-Progressistes |
| 50  | Manuel Troitiño Pelaz                       |      | PP                 |
| 51  | Miguel Ángel Villanueva González            |      | PP                 |
| 52  | Francisco Garrido Hernández                 |      | PSOE-Progressistes |
| 53  | Miguel Ángel Pérez Huysmans                 |      | PP                 |
| 54  | Sagrario González Aceituno                  |      | PSOE-Progressistes |
| 55  | Colomán Trabado Pérez                       |      | PP                 |
| 56  | Modesto Nolla Estrada                       |      | PSOE-Progressistes |
| 57  | Emilio Eusebio Sainz de Murieta Rodeyro     |      | PP                 |
| 58  | Roberto Sanz Pinacho                        |      | PP                 |
| 59  | José Manuel Franco Pardo                    |      | PSOE-Progressistes |
| 60  | Luis María Huete Morillo                    |      | PP                 |
| 61  | Caridad García Álvarez                      |      | IU-CM              |
| 62  | Alejandro Lucas Fernández-Martín            |      | PSOE-Progressistes |
| 63  | María Gador Ongil Cores                     |      | PP                 |
| 64  | Pedro Muñoz Abrines                         |      | PP                 |
| 65  | María Luz Martín Barrios                    |      | PSOE-Progressistes |
| 66  | Mario Utrilla Palombi                       |      | PP                 |
| 67  | Óscar Iglesias Fernández                    |      | PSOE-Progressistes |
| 68  | Álvaro Moraga Valiente                      |      | PP                 |
| 69  | Carmen García Rojas                         |      | PSOE-Progressistes |
| 70  | Benjamín Martín Vasco                       |      | PP                 |
| 71  | María de la Paz González García             |      | PP                 |
| 72  | María Luisa Álvarez Durante                 |      | PSOE-Progressistes |
| 73  | María Dolores Ruano Sánchez                 |      | IU-CM              |
| 74  | Antonio Hernández Guardia                   |      | PP                 |
| 75  | Dolores Rodríguez Gabucio                   |      | PSOE-Progressistes |
| 76  | Elena González Moñux                        |      | PP                 |
| 77  | Luis del Olmo Flórez                        |      | PP                 |
| 78  | Encarnación Moya Nieto                      |      | PSOE-Progressistes |
| 79  | Pilar Busó Borús                            |      | PP                 |
| 80  | Antonio Fernández Gordillo                  |      | PSOE-Progressistes |
| 81  | José Manuel Berzal Andrade                  |      | PP                 |
| 82  | Antonio Carmona Sancipriano                 |      | PSOE-Progressistes |
| 83  | Esteban Parro del Prado                     |      | PP                 |
| 84  | Victorino José Iriberri Haro                |      | PP                 |
| 85  | Adolfo Navarro Muñoz                        |      | PSOE-Progressistes |
| 86  | Juan Ramón Sanz Arranz                      |      | IU-CM              |
| 87  | Francisco Vindel Lacalle                    |      | PP                 |
| 88  | Óscar Monterrubio Rodríguez                 |      | PSOE-Progressistes |
| 89  | José Cabrera Orellana                       |      | PP                 |
| 90  | Fernando Utande Martínez                    |      | PP                 |
| 91  | Eduardo Sánchez Gatell                      |      | PSOE-Progressistes |
| 92  | Blanca Nieves de la Cierva de Hoces         |      | PP                 |
| 93  | Francisco Contreras Lorenzo                 |      | PSOE-Progressistes |
| 94  | Pablo Morillo Casals                        |      | PP                 |
| 95  | Álvaro Plaza Carpio                         |      | PSOE-Progressistes |
| 96  | María del Carmen Martín Irañeta             |      | PP                 |
| 97  | José Luis Narros Manzanero                  |      | PP                 |
| 98  | Franco González Blázquez                    |      | IU-CM              |
| 99  | Miguel Buenestado Expósito                  |      | PSOE-Progressistes |
| 100 | María del Pilar Liébana Montijano           |      | PP                 |
| 101 | María Teresa Nevado Bueno                   |      | PSOE-Progressistes |
| 102 | Sonsoles Trinidad Aboín Aboín               |      | PP                 |